# Castello di Grosso
Il castello di Grosso, anche noto come palazzo Armano, è un antico castello situato nel comune di Grosso in Piemonte.

## Storia
Il castello è il risultato dell'opera di ricostruzione portata avanti nel 1655 dai fratelli Giovanni, Giacomo e Bernardino Armano, conti di Grosso e Villanova, di un più antico castello medievale ormai in rovina. La ricostruzione non solo riaffermò il dominio della famiglia sulla località, ma portò anche alla costruzione della cappella gentilizia dedicata alla Sacra Sindone, come attestato da una lapide conservata all'interno della cappella stessa.

## Descrizione
Il castello è composto da un grande corpo centrale a tre piani affacciato sulla piazza, con un’ala laterale più bassa terminante nella cappella. La facciata è caratterizzata da due grandi avancorpi con piccole torri pensili e un torrione centrale. All'interno, gli ambienti sono riccamente decorati con affreschi e soffitti a cassettoni. Il salone d'onore, impreziosito da travi e rosoni dipinti, riflette il gusto barocco seicentesco. Fa parte della proprietà anche un giardino all'italiana.

## Galleria d'immagini

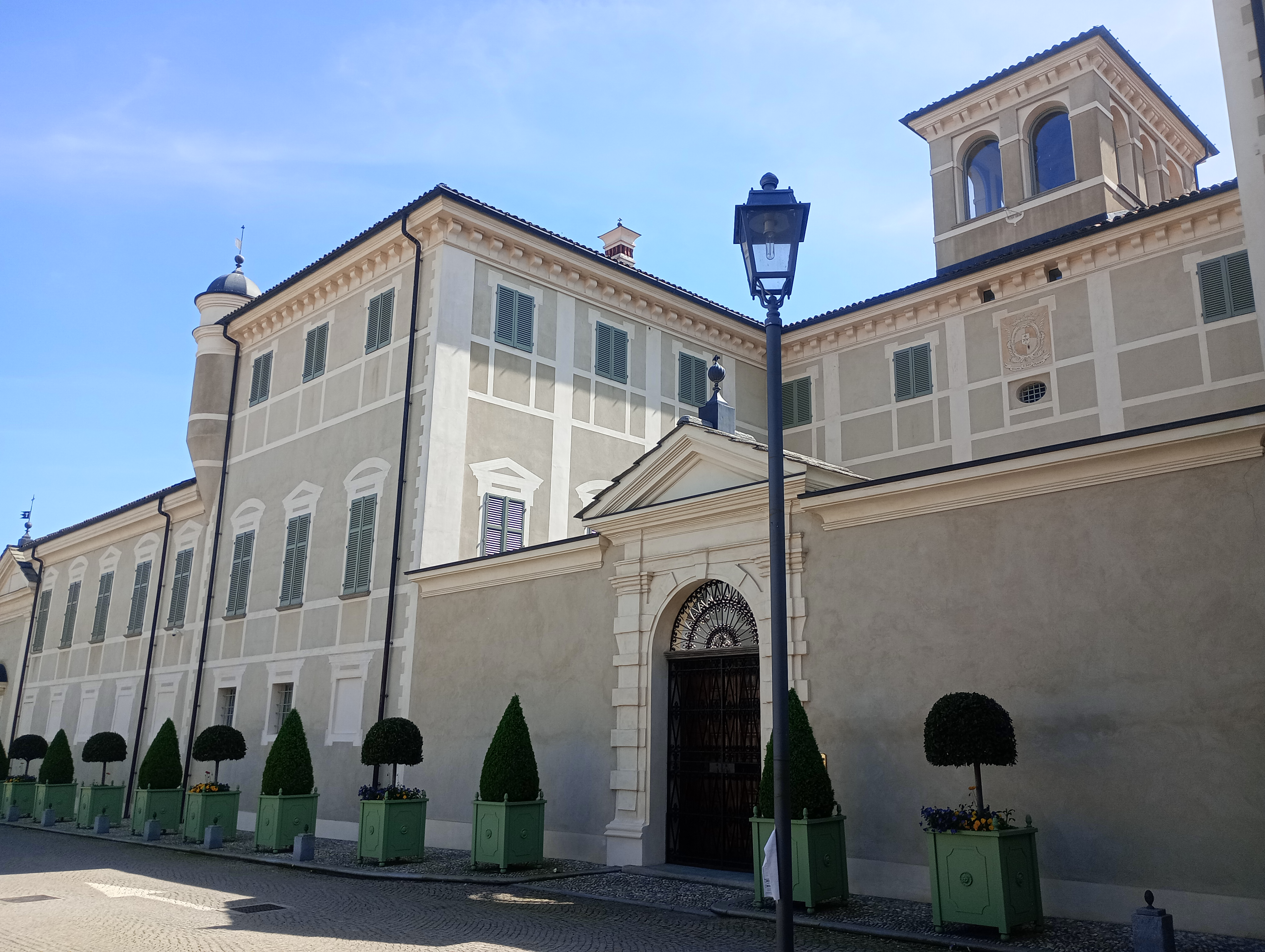
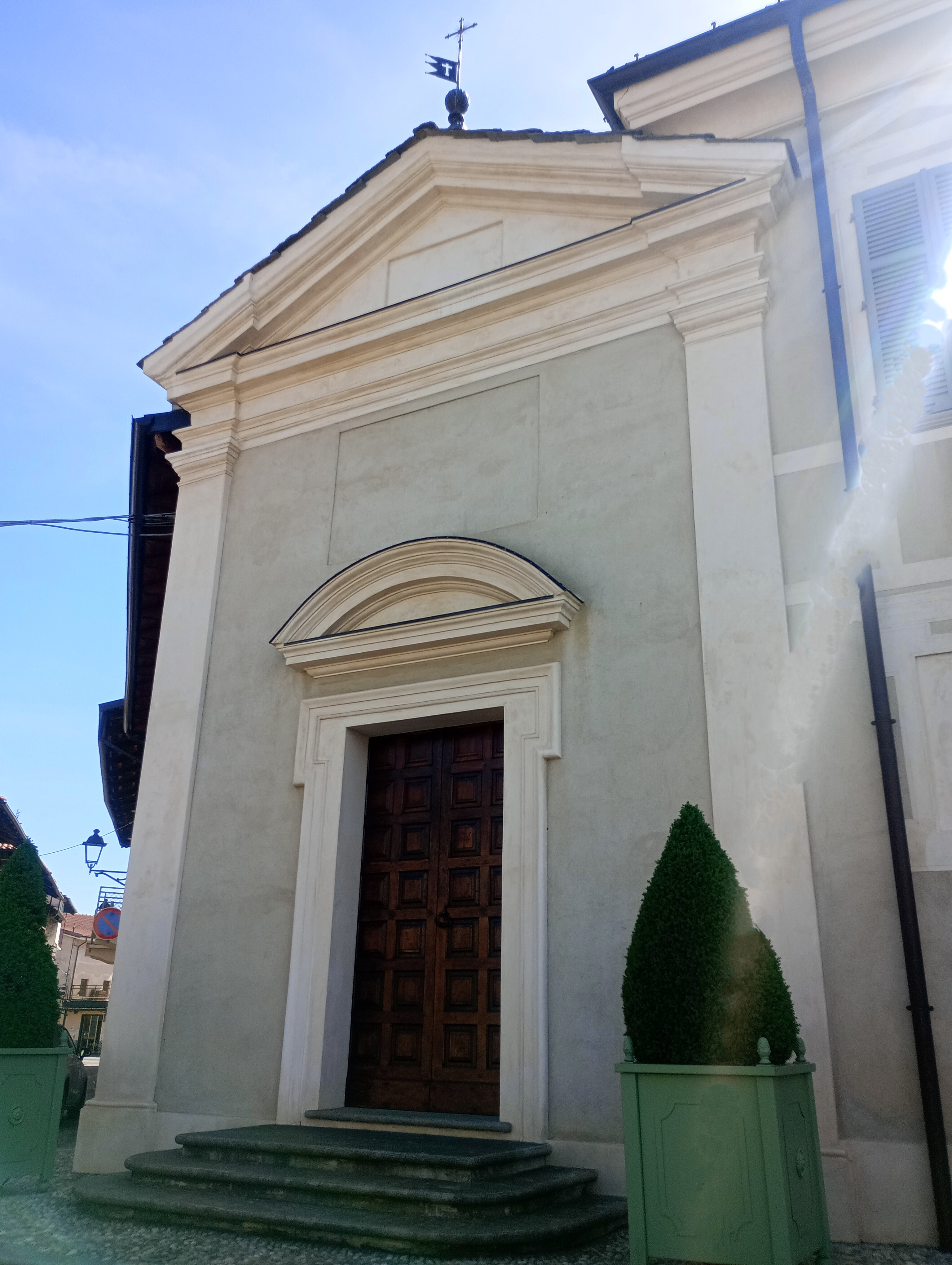